# Arbejdsmiljøhandlingsplan
En arbejdsmiljøhandlingsplan udarbejdes af arbejdsmiljørepræsentanten i samarbejde med arbejdsgiver, og skrives ind i arbejdspladsvurderingen (APV).